# Palais de la Banque d'Italie (Gênes)
Le Palazzo della Banca d'Italia, également connu sous le nom de Palazzo De Gaetani du nom de son concepteur, est un bâtiment de Gênes, siège local de la Banque d'Italie.

## Histoire
La construction d'un nouveau bâtiment devant servir de siège génois à la banque fut décidée par le Conseil supérieur de la Banque d'Italie le 18 septembre 1905, le siège de l'époque situé via San Lorenzo étant devenu trop petit. Le projet a été confié à l'ingénieur génois Luigi De Gaetani, également chargé de superviser les travaux. Les travaux commencèrent en 1911, parallèlement à la réorganisation urbaine de la Piazza De Ferrari voisine, et durèrent jusqu'en 1916, subissant quelques retards également dus au déclenchement de la Première Guerre mondiale. Le nouveau siège a été inauguré le 22 mai 1916.

## Description

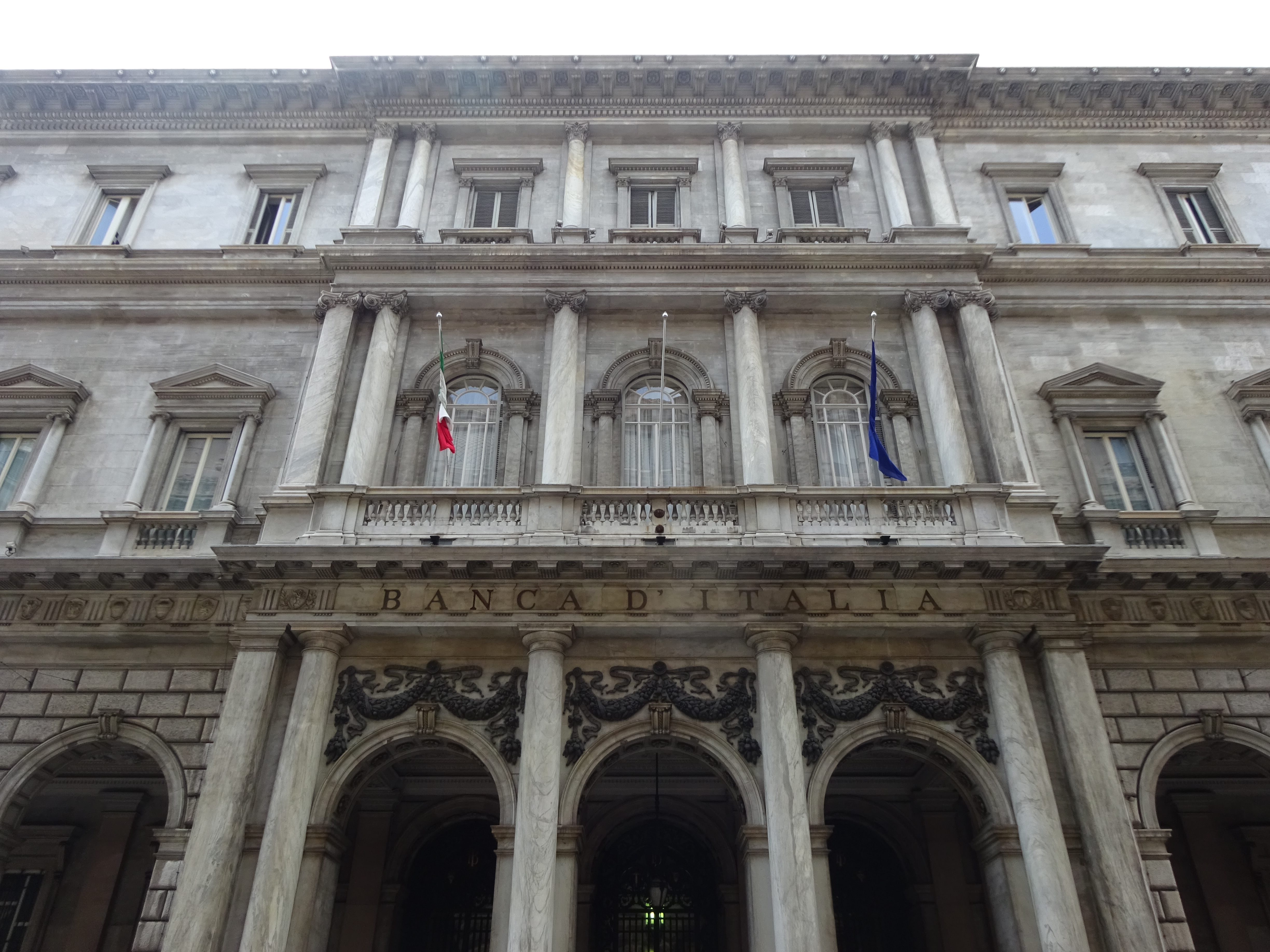
La façade de la Via Dante

La façade principale, qui donne sur la Via Dante, a été construite en style néoclassique et entièrement recouverte de marbre, ponctuée sur toute sa hauteur par des colonnes de marbre. Elle est composée de trois niveaux, séparés par deux corniches. Au premier niveau se trouve un grand portique, au centre duquel se trouvent les trois grandes grilles en fer de l'entrée principale du bâtiment. Sur le bandeau entre le premier et le deuxième niveau, il y a l'inscription Banca d'Italia et une série d'armoiries des familles aristocratiques génoises et des principaux actionnaires de la banque.
Au deuxième niveau, il y a une série de neuf fenêtres, divisées en groupes de trois : les latérales sont surmontées d'un tympan triangulaire tandis que celles de la zone centrale se terminent par un arc. Les fenêtres du troisième niveau reprennent l'agencement de celles de l'étage inférieur mais sont réalisées dans un style plus sobre et surmontées d'une architrave horizontale.

### Intérieur

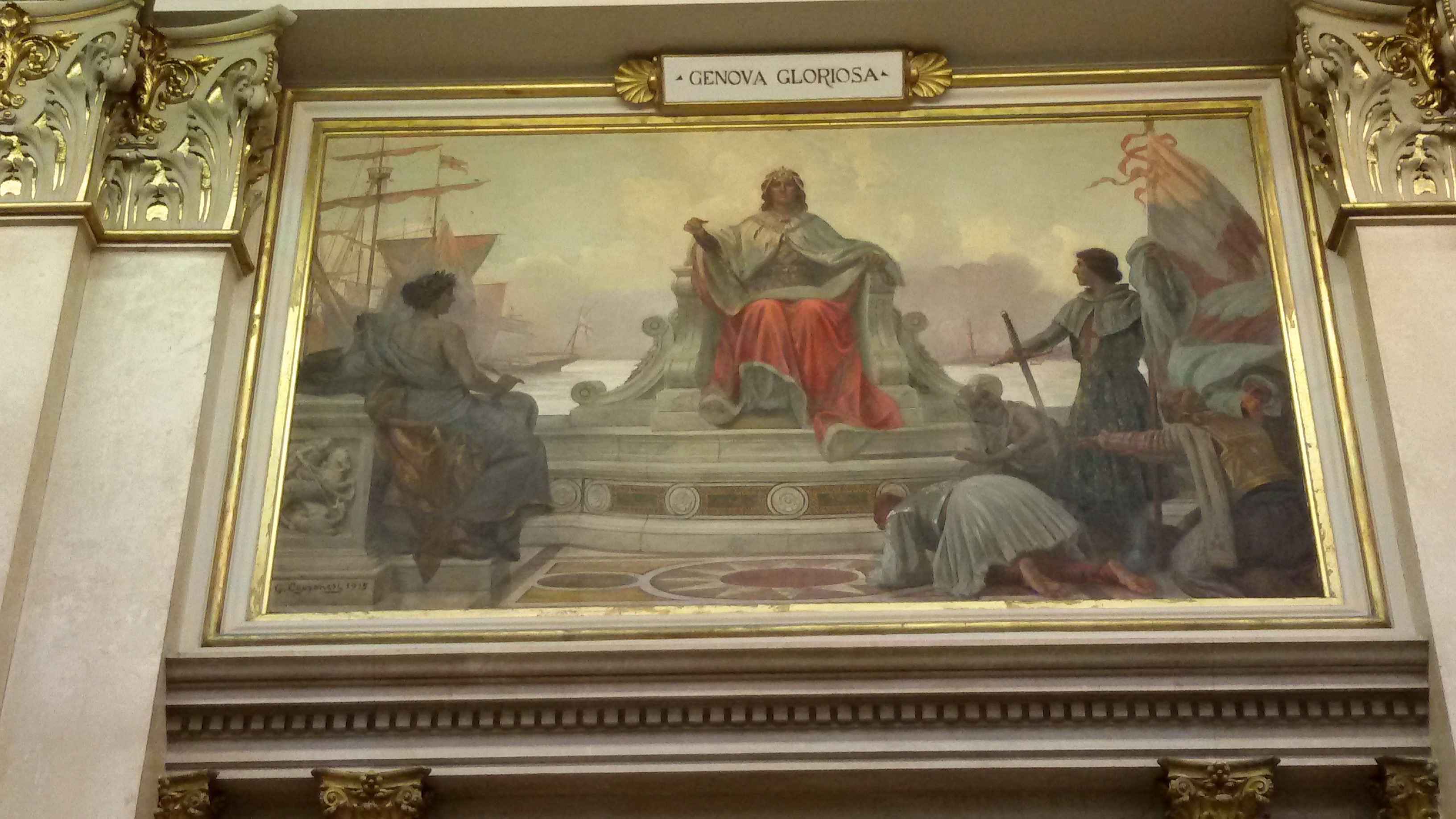
La toile de Giovanni Capranesi représentant la glorieuse Gênes

L'entrée dans le bâtiment par les portes sous le portique mène à une grande salle destinée au public. Le plafond de la salle est décoré de panneaux de stuc et de vitraux. La partie supérieure du mur est occupée par une corniche de verre qui éclaire la pièce, et en dessous se trouve une série de 13 grands tableaux qui dépeignent des épisodes et des vertus de l'histoire de Gênes. Les toiles représentant Gênes glorieuse, Industrie, La première banque, Les grands navigateurs liguriens et Le Commerce ont été peintes par le peintre romain Giovanni Capranesi, qui a également collaboré avec la Banque d'Italie pour la création des esquisses des billets de 50, 100, 500, 1000 et 10 000 lires ; en particulier la figure de Gênes reine de la mer, au centre du tableau dédié à la glorieuse Gênes, a été reprise dans le dessin du billet de 1 000 lires imprimé séparément à partir de 1930,,.

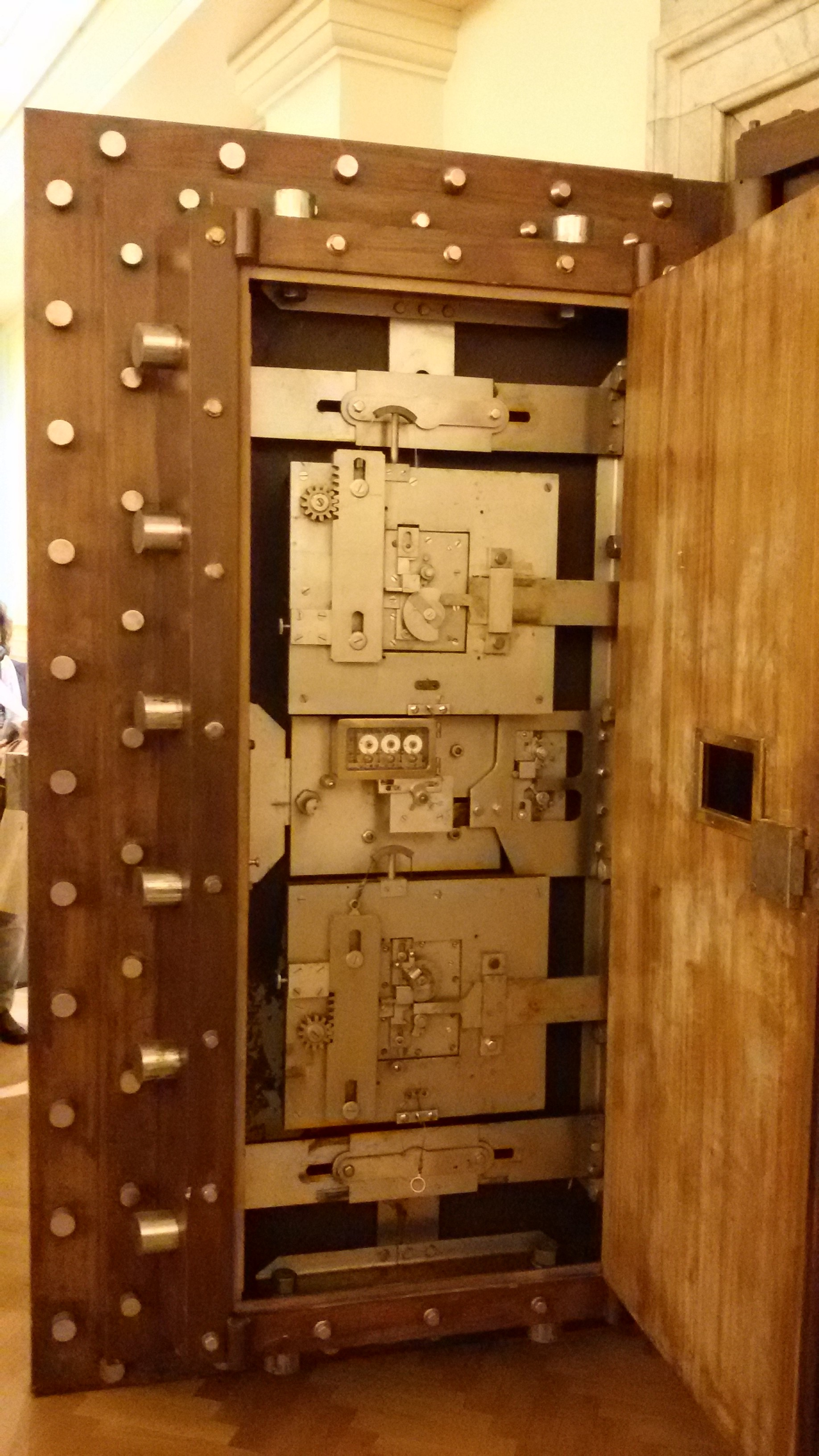
La porte blindée du coffre-fort

Les étages supérieurs du bâtiment abritent les salles de représentation de la banque. Parmi les œuvres d'art qui y sont conservées, on peut citer une série de vingt eaux-fortes de Giuseppe Maria Mitelli datant de la seconde moitié du XVIIe siècle représentant des scènes de la vie d'Enée et une tapisserie des Gobelins du XVIIe siècle représentant le Jugement de Paris,.
Au sous-sol se trouve la chambre forte qui abritait autrefois les coffres-forts de la banque, désaffectée en 1972, qui conserve la porte blindée d'origine de 1922. Bien que la succursale ait été inaugurée en 1916, le coffre-fort n'est entré en service que six ans plus tard car le fournisseur de la porte blindée, la société allemande Panzer AG de Berlin, n'avait pas pu compléter l'approvisionnement en raison de la guerre et l'installation n'a été achevée qu'après la fin du conflit. L'ancien coffre-fort contient toujours les 4453 coffres-forts d'origine.